# Muszyna (gemeente)
De gemeente Muszyna is een stad- en landgemeente in de Poolse woiwodschap Klein-Polen, in powiat Nowosądecki. De zetel van de gemeente is in Muszyna.
De gemeente grenst aan Krynica-Zdrój, Łabowa, Piwniczna-Zdrój en aan Slowakije.

## Demografie
De gemeente heeft 11 149 inwoners (30 juni 2004), waarvan: 5669 vrouwen en 5480 mannen. Het gemiddelde inkomen per inwoner bedraagt 2671,91 zl (Stand op 2002).

## Administratieve plaatsen (sołectwo)
Andrzejówka, Dubne, Jastrzębik, Leluchów, Milik, Powroźnik, Szczawnik, Wojkowa, Złockie, Żegiestów en miasto Muszyna.